# Har Gadna
Har Gadna (hebrejsky: הר גדנ"ע) je vrch o nadmořské výšce 565 metrů v jižním Izraeli, v pohoří Harej Ejlat.
Nachází se cca 21 kilometrů severoseverozápadně od města Ejlat, cca 10 kilometrů jihozápadně od vesnice Elifaz a cca 7 kilometrů od mezistátní hranice mezi Izraelem a Egyptem. Má podobu výrazného odlesněného skalního masivu, jehož svahy spadají do hlubokých údolí, jimiž protékají vádí. Výrazný je zejména sráz na severovýchodní straně, do údolí vádí Nachal Nechuštan (kde se rozevírá údolí Timna s archeologickými památkami), a na východě, do údolí vádí Nachal Nimra, které pak dál k východu přechází do rozsáhlé příkopové propadliny ve vádí al-Araba. Do ní stéká z jihovýchodních svahů hory vádí Nachal Gadna. Vlastní vrcholová partie a krajina severně a severozápadně od ní má mírnější terénní modelaci. Je členěna četnými skalnatými vrchy. Na severu pokračuje strmý skalnatý zlom vrchem Har Etek. Na opačné straně archeologického parku Timna stojí hora Har Chachlil.